# Boesenbergia siamensis
Boesenbergia siamensis là một loài thực vật có hoa trong họ Gừng. Loài này được (Gagnep.) Sirirugsa mô tả khoa học đầu tiên năm 1987.